# Прая-Гранди (Сан-Паулу)
Прая-Гранди (порт. Praia Grande)  —  муниципалитет в Бразилии, входит в штат Сан-Паулу. Составная часть мезорегиона Агломерация Сан-Паулу. Входит в экономико-статистический  микрорегион Сантус. Население составляет 245 386 человек на 2006 год. Занимает площадь 149,079 км². Плотность населения — 1.646,0 чел./км².

## История
Город основан 19 января 1967 года. 

## Статистика
- Валовой внутренний продукт на 2003 составляет 1.170.034.607,00 реалов (данные: Бразильский институт географии и статистики).
- Валовой внутренний продукт на душу населения на 2003 составляет 5.279,25 реалов (данные: Бразильский институт географии и статистики).
- Индекс развития человеческого потенциала на 2000 составляет 0,796  (данные: Программа развития ООН).

## География
Расположен на побережье Атлантического океана.
Климат местности: тропический. В соответствии с классификацией Кёппена, климат относится к категории Af.